# Vườn quốc gia Kep
Vườn quốc gia Kep (tiếng Khmer: ឧទ្យានជាតិកែប - Outtyeancheat Kaeb) là một vườn quốc gia nằm ở tỉnh Kep, Campuchia. Được thành lập vào năm 1993, nó có diện tích 66,64 km2 (25,73 dặm vuông Anh) và cách không xa thị xã Krong Kep. Vườn quốc gia bao gồm một dãy núi nhỏ với một con đường và đường mòn chạy qua rất phổ biến cho khách du lịch. Con đường mòn có tầm nhìn tuyệt đẹp ra đảo Phú Quốc ở phía nam và Dãy núi Damrei ở phía tây cùng nhiều đảo nhỏ khác trong Khu dự trữ sinh quyển ven biển và biển đảo ở phía đông tỉnh Kiên Giang của Việt Nam.